# Manuel Álvarez Ortega
Manuel Álvarez Ortega (Córdoba, 4 de marzo de 1923–Madrid, 14 de junio de 2014) fue un escritor, traductor y poeta español. Fue director y fundador de la revista Aglae, que circuló entre 1949 y 1954. Desarrolló gran parte de su obra en Madrid, ciudad a la que se trasladó en 1951.

## Biografía
Álvarez Ortega nació el 4 de marzo de 1923 en el número 4 de la calle Santa Victoria de la capital cordobesa. Era el quinto hijo de Mariano Álvarez Berard y de su esposa, Paula Ortega Soria. Fue bautizado el día 6 de abril de 1923 en la Iglesia del Salvador y Santo Domingo de Silos. Estudió desde 1935 en el Instituto provincial. Allí conoce a Luis Jiménez Martos y a otros amigos. Termina el bachillerato en 1942 y estudia en la Facultad de Veterinaria de Córdoba, entonces perteneciente a la Universidad de Sevilla. Desde 1951 es veterinario por oposición de la Academia de Sanidad Militar en Madrid, plaza a la que renunció en 1972 con el paso a la situación de “Servicios Civiles” como comandante veterinario para dedicarse por entero a la literatura. Murió el día 14 de junio de 2014, a los 91 años de edad. Es hermano del pintor y poeta Rafael Álvarez Ortega.

## Trayectoria literaria
En abril de 1948 aparece su primer libro, La huella de las cosas (una selección de poemas escritos entre 1941 y 1948), en edición del autor, en Córdoba. En abril de 1949 ve la luz el primer número de la revista Aglae, que se presenta a modo de antología. En marzo de 1950 se publica su segundo libro, Clamor de todo espacio, en la colección Aglae. En 1954 se publica su libro Hombre de otro tiempo, también en Aglae, y en diciembre queda finalista del premio Adonais con su poemario Exilio, editado al año siguiente. En 1955, junto a José García Nieto, López Anglada, Leopoldo de Luis, Ramón de Garciasol y otros, funda la colección Palabra y Tiempo, de la editorial Taurus.
Con la traducción en 1960 de Crónica, de Saint-John Perse, para un número especial de la revista Poesía Española publicado en homenaje al por entonces reciente ganador del Premio Nobel, inicia una etapa como traductor que se prolongará hasta sus últimos años. Entre otros autores, trasladará al español la poesía de René Char, Bataille, Bonnefoy, Jaccottet, Desnos, Tzara, Artaud, Michaux, Aragon, Ponge, Leiris, Queneau, Senghor, Lanza de Vasto, Péret, Éluard, Laforgue, Bretón, Péret, La Tour du Pin, Jarry, Lautréamont, Oscar Miłosz o Apollinaire.
En abril de 1962 aparecen sus libros Dios de un día y Tiempo en el Sur, en un solo volumen, en la colección Palabra y Tiempo de la editorial Taurus. En diciembre de 1963 obtiene un accésit del premio Adonais por su libro Invención de la muerte, que aparece en febrero del año siguiente. En septiembre de 1964 colabora en la antología Poesía belga contemporánea, editado en Aguilar. Tras esta antología, vendrán otras de gran éxito: Poesía francesa contemporánea (1967), por la que obtendría el Premio Nacional de Traducción; Poesía simbolista francesa (1975) y Veinte poetas franceses del siglo veinte (2001). En mayo de 1967 colabora con el programa de Televisión Española El oro del tiempo, que dirige el poeta José García Nieto. Previamente había colaborado en el programa, también de Televisión Española, El alma se serena, dirigido por el poeta Juan Van-Halen. Ese mismo año publica dos títulos, Despedida en el tiempo y Oscura marea. En diciembre se representa su obra de teatro en un acto Fábula de la Dama y los alpinistas. En 1969 aparecen en un solo volumen sus libros Oficio de los días y Reino memorable. En 1972 publica Carpe diem y aparece en la editorial Plaza y Janés su Antología Poética (1941-71), con prólogo de Marcos Ricardo Barnatán. En 1973 sale a la luz Tenebrae, como separata de la revista Cuadernos Hispanoamericanos, y en enero de 1975 aparece Génesis en Visor.
Tras la publicación de varias obras menores (Fiel infiel; Escrito en el Sur; Templo de la mortalidad; Lilia culpa o Sea la sombra), en 1988 pública Gesta y en 1990 Código, ambos en la editorial Devenir, dirigida por Juan Pastor. En 1992 publica en libro y casete -en la voz del autor- Génesis en Ediciones Portuguesas. En 1993 aparece Liturgia y en 1997 Intratexto, ambos en Devenir. En abril de 1998 esta misma editorial presenta un libro-homenaje, Dedicatoria, con poemas de numerosos poetas amigos y un extenso estudio de su obra. En 2001 su candidatura es propuesta, y aceptada por la Academia sueca, por vez primera para el Premio Nobel. En 2002 aparece Desde otra edad. En 2003 es propuesta una segunda candidatura para el Premio Nobel. En 2005 la editorial Huerga y Fierro publica Despedida en el tiempo. Antología poética (1941-2001), en edición de Marcos-Ricardo Barnatán. En 2006 se publica su Obra Poética (1941-2005) en la editorial Visor y al año siguiente la editorial Devenir publica Antología Poética (1941-2005). Ese mismo año aparece Adviento  y un año después la editorial Huerga y Fierro publica Mantia Fidelis. Sus dos últimos poemarios editados fueron Cenizas son los días (Devenir, 2010) y Ultima necat (Abada, 2012). 

## Fundación Manuel Álvarez Ortega
En noviembre de 2015 se constituyó la Fundación Manuel Álvarez Ortega -fmao.es-, con la firma ante notario de los estatutos fundacionales, según voluntad del poeta y traductor cordobés. El patronato de la Fundación, presidido por Juan Pastor, albacea de Álvarez Ortega junto con Jaime Siles y Margarita Prieto, cuenta con personalidades como el referido Jaime Siles, Antonio Colinas, Marcos Ricardo Barnatán, César Antonio Molina, Fanny Rubio y Margarita Prieto (secretaria). La finalidad de la entidad es la conservación, estudio y difusión de los fondos documentales, bibliográficos, pictóricos y epistolares de Álvarez Ortega. En junio de 2021 se deposita en la Universidad de Córdoba la colección de fondos bibliográficos y archivísticos de la Fundación Manuel Álvarez Ortega. Este legado contiene, entre otros materiales, el epistolario del autor, además de obras aún inéditas.

## Poesía
- La huella de las cosas (Imprenta Ibérica, Córdoba, 1948)

- Clamor de todo espacio (Aglae, Córdoba, 1950)

- Hombre de otro tiempo (Aglae, Córdoba, 1954)

- Exilio (Adonais, Madrid, 1955)

- Dios de un día / Tiempo en el Sur (Taurus, Madrid, 1962)

- Invención de la muerte (Adonais, Madrid, 1964)

- Despedida en el tiempo (Pájaro Cascabel, México-Madrid, 1967)

- Oscura marea (Librería El Guadalhorce, Málaga, 1968)

- Oficio de los días / Reino memorable (Arbolé, Madrid, 1969)

- Carpen diem (Provincia, León, 1972)

- Antología 1941-1971 (Plaza y Janés, Barcelona, 1972)

- Tenebrae (Cuadernos hispanoamericanos - Instituto de Cultura Hispánica, Madrid 1973)

- Génesis (Visor, Madrid, 1975)

- Fiel infiel (Provincia, León, 1977)

- Escrito en el Sur (Premios Literarios Ciudad de Irún, San Sebastián, 1979)

- Templo de la mortalidad (Fundación Rielo, Madrid, 1982)

- Sea la sombra (Cuadernos Hispanoamericanos - Cooperación Iberoamericana, Madrid, 1984)

- Lilia Culpa (Antorcha de Paja, Córdoba, 1984)

- Gesta (Devenir, Barcelona, 1988)

- Código (Devenir, Madrid, 1990)

- Liturgia (Devenir, Madrid, 1993)

- Obra Poética (1941.1991) (Edición no venal, Madrid, 1993)

- Clautro del día (Antelia, Madrid, 1996)

- Corpora Terrae (Antelia, Madrid, 1998)

- Desde otra edad (Devenir, Madrid, 2002)

- Égloga de un tiempo perdido (Antelia, Madrid, 2003)

- Despedida en el tiempo (1941-2001) Antología poética. (Huerga y Fierro, Madrid, 2004)[9]

- Visitación (Antelia, Madrid, 2005)

- Obra poética (1941-2005) (Visor, Madrid, 2006)

- Antología Poética (2041-2005) (Devenir, Madrid, 2007)

- Adviento (Antelia, Madrid, 2007)
- Mantia Fidelis (Huerga y Fierro, Madrid, 2008)
- Cenizas son los días (Devenir, Madrid, 2010)
- Ultima necat (Abada, Madrid, 2012)

## Ensayo
- Intratexto (Devenir, Madrid, 1997)
- Diálogo (Devenir, Madrid, 2013)

## Teatro
- Fábula de la dama y los alpinistas (Antelia. Edición no venal, Madrid, 2008)

- La travesía (Un sueño, o no) (Antelia. Edición no venal, Madrid, 2009)

## Grabaciones
- Génesis. Texto íntegro en la voz del autor. Libro y casete (Ediciones portuguesas, Valladolid, 1992)

## Antologías
- Poesía belga contemporánea. Con otros traductores (Aguilar, Madrid, 1964)

- Poesía francesa contemporánea (Taurus, Madrid 1967; 2a ed. Akal, Madrid, 1983)

- Poesía simbolista francesa (Editora Nacional, Madrid, 1975; 2a ed. Akal, Madrid, 1984)

- Veinte poetas franceses del siglo veinte (Devenir, Madrid, 2001)

## Traducciones
- Crónica (de Saint-John Perse, Poesía Española, 95, Madrid, 1960)

- Salmos (de Patrice de la Tour du Pin, Plaza y Janés, Barcelona, 1972)

- Antología poética (de Apollinaire, Visor, Madrid, 1973)

- Estelas (de Victor Segalen, Visor, Madrid, 1974)

- El amor, la poesía (de Paul Éluard, Visor, Madrid, 1975)

- Poemas (de Jules Laforgue, Plaza y Janés, Barcelona, 1975)

- Pájaros y otros poemas (de Saint-John Perse, Visor, Madrid, 1976)

- Poemas. 2 Vols. (de André Bretón, Visor, Madrid, 1978)

- El gran juego (de Benjamin Péret, Visor, Madrid, 1978)

- Antología (de Alfred Jarry, Visor, Madrid, 1982)

- Obra Completa (de Lautréamont, Akal, Madrid, 1988)

- Sinfonías/Salmos (de O.V. de L. Milosz, Antelia, Madrid, 2004)

- Cántico del conocimiento (de O.V de L. Milosz, Antelia, Madrid, 2005)
- Antología poética (de O.V. de L. Milosz, Devenir, Madrid, 2008)

## Traducciones de sus obras
- Poemas / Poems. Versión al inglés de Louis Bourne (Antelia, Madrid, 2002)
- Genèse / Domaine de l'ombre. Versión al francés de Jacques Ancet (Le Taillis Pré, Châtelineau, 2012)

## Libros sobre su creación
- VV.AA. A Manuel Álvarez Ortega. Dedicatoria (Devenir, Madrid, 1998)
- Asunción Córdoba: Fábula muerta. En torno al universo simbólico en la poesía de Manuel Álvarez Ortega (Devenir, Madrid, 2008). [Trabajo presentado como tesis doctoral en la Universidad de Alicante (1991) con el título: Fábula muerta: el universo simbólico de Álvarez Ortega]

- Ruiz Soriano, Francisco. La poesía de Manuel Álvarez Ortega (Devenir, Madrid, 2013). [Publicado previamente en Antelia -edición no venal-, Madrid, 2009]
- Ruiz Soriano, Francisco. Aglae (1949-1953) de Manuel Álvarez Ortega, una revista de postguerra (Huerga y Fierro, Madrid, 2016)
- Sánchez Dueñas, Blas (ed.). Manuel Álvarez Ortega y su tiempo (Devenir, Madrid, 2018)
- Alarcón Sierra, Rafael (ed.). La poética de la modernidad y la obra de Manuel Álvarez Ortega (Devenir, Madrid, 2019)
- Torralbo Caballero, Juan de Dios (ed.). Manuel Álvarez Ortega. Traducción poética, lucidez, crítica social y denuncia (Devenir, Madrid, 2020)

## Monográficos en revistas
- AA.VV. "Manuel Álvarez Ortega" (Coord. Marcos Ricardo Barnatán), Fablas. Revista de Poesía y Crítica, n.º 34-35, 1972.

- Antorcha de Paja, Pliego de Poesía, n.º 3, Córdoba, febrero de 1974.

- Culturas, Suplemento del diario Córdoba, Córdoba, 20 de mayo de 1986.
- AA.VV. "Manuel Álvarez Ortega" (Coord. Francisco Ruiz Soriano), Barcarola. Revista de Creación Literaria, n.º 58-59, 1999.
- AA.VV. "Manuel Álvarez Ortega" (Coord. Juan Pastor), La Manzana Poética, n.º 32, 2013.

## Premios
- 1954 Accésit del Premio Adonais por su libro Exilio.

- 1963 Accésit del Premio Adonais por su libro Invención de la muerte.

- 1967 Premio Nacional de Traducción por la antología Poesía francesa contemporánea.

- 1976 Premio de la IV Bienal de Poesía de León,[10] por su libro Fiel Infiel.

- 1978 Premio Ciudad de Irún,[11] por Escrito en el Sur.

- 1981 I Premio de Poesía Mística de la Fundación Fernando Rielo,[12] de Madrid por Templo de mortalidad.

- 1999 Premio de las Letras de Córdoba, por la Diputación de Córdoba.

## Reconocimientos
- 2001 Presentación de candidatura al Premio Nobel por la Universidad St. Gallen . Propuesta aceptada por la Academia sueca.
- 2003 Propuesta de candidatura al Premio Nobel por el Círculo de Bellas Artes. Propuesta aceptada por la Academia sueca.
- 2007 Medalla de Oro de Andalucía, por la Junta de Andalucía.